# Computers van A tot Z
Er is ook de lijst Internet van A tot Z, deze is bedoeld om een selectie te zijn van deze lijst.
Deze lijst is een index: het bevat bepaalde artikels meerdere keren onder verschillende benamingen.

## A
AC97 - 
Acer (bedrijf) - 
Active Server Pages -
achterwaartse compatibiliteit - 
Adobe Flash Player - 
ADSL -
adware -
Algol -
Alt Gr -
Amaya -
AMD -
Amsterdam Internet Exchange -
anti-aliasing -
Apache (webserver) -
apenstaartje -
API -
Apple -
applet -
ARPANET -
array -
ASCII -
ASCII-art -
Assembler -
ATA -
authenticatie -
AWK

## B
banner - 
Bash - 
BASIC -
beeldscherm -
benchmark -
Tim Berners-Lee -
bestand -
bestandsextensie -
bestandssysteem -
besturingssysteem -
bibliotheek - 
Bill Gates - 
binair -
BIOS -
bit -
BLOB -
BleuJ -
BMP -
Borland -
broncode -
browser -
BSOD -
bus -
byte -
bzip2

## C
C -
C++ -
C# -
call stack -
cache -
Caldera International - 
Changelog -
cardware -
cd-rom - 
Certificaat - 
chatten -
chip -
chipset -
CLI -
client -
Cloud computing -
COBOL -
COMAL -
Commodore 64 -
Commodore 128 -
Compact HTML - 
Compaq - 
compiler -
computer -
computerarchitectuur -
computerhardware -
computernetwerk -
computerprogramma -
computersoftware -
computerspel -
computervirus -
cookie -
Corel Draw -
CPU -
CSS -
cursor

## D
Data General -
database -
databus -
datacompressie -
datastructuur -
database publishing -
Digital Equipment Corporation (DEC) -
decompiler -
Delphi -
desktop -
/dev/null -
Dynamic Host Configuration Protocol (DHCP) -
Digital -
Digital Negative Specification (DNG) -
digital object identifier (DOI) -
displaymanager -
dual in-line memory module (DIMM) -
directory -
disassembler -
diskette -
dead on arrival (DOA) -
Domain Name System (DNS) -
domeinnaam -
Doom -
Disk Operating System (DOS) -
draadloos netwerk -
driver -
dualcore -
dvd -
Dvorak-toetsenbord - 
dynamic random-access memory (DRAM)

## E
EEPROM -
EISA -
e-mail -
Encarta -
EPROM -
Ethernet -
Excel -
extensie

## F
Fedora -
file -
filesysteem -
Mozilla Firefox -
firewall -
firmware -
flashgeheugen - 
floppy disk - 
formatteren -
Fortran -
Free Software Foundation -
Freecell -
Freeciv -
Freenode -
freeware -
FTP -
FTP-server -
FUD -
functie -
Fuzzy logic

## G
Galeon -
Game -
Bill Gates -
gebruikersinterface -
gedistribueerd programmeren -
geheugenkaart -
geluidskaart -
GeoGebra -
geschiedenis van de computer -
gestructureerd programmeren -
gigabyte -
gigahertz -
GIMP -
GitHub -
Gmail -
GNOME -
GNU -
GNU General Public Licence -
GNU Lesser General Public License -
GNU Vrije Documentatie Licentie -
Google -
grafische gebruikersomgeving

## H
hacker -
harde schijf -
hardware -
Haskell - 
Hewlett-Packard - 
hexadecimaal - 
High-definition multimedia interface (HDMI) - 
homecomputer -
homepage of hoofdpagina -
host -
HTML -
HTTP -
hub -
hyperlink

## I
IBM - 
IBM Personal Computer - 
IBM System i -
IBM System p -
IBM System x - 
iMac - 
ISA -
informatica -
input -
instant messaging -
insteekkaart -
Intel -
internet -
Internet Explorer -
internetprovider -
Internet Service Provider (ISP) -
Internet Relay Chat (IRC) -
interpreter -
Invoermethode -
I/O -
IP-adres -
iSketch

## J
J2EE -
Jabber -
Java -
Javascript -
JAva Database Connectivity (JDBC) -
Steve Jobs -
JPEG -
junkmail

## K
kantoorsoftwarepakket -
KDE -
Kensington-beveiliging -
kernel -
kilobyte -
klokfrequentie -
KOffice -
Konqueror -
kunstmatige intelligentie -
Kylix

## L
LAN -
laptop -
LaTeX - 
Lenovo - 
library -
LibreOffice -
linker -
Linus Torvalds -
Linux -
Live search -
Lisp -
Logo -
Lynx

## M
machinetaal -
Apple Macintosh -
Machkernel -
Mac OS X -
Macromedia Flash -
magneetband -
mainframe -
malware -
Mandrake -
megabyte -
megahertz -
Microsoft - 
Microsoft Teams - 
minicomputer -
middleware -
modem -
moederbord -
monitor -
Mosaic -
mounten -
mountpoint -
Mozilla -
MP3 -
MSX -
muis -
multiprogrammeren -
multitasking -
Mydoom -
MySQL

## N
naamruimte -
Nautilus -
Netscape -
nettiquette -
netwerk -
netwerkkaart -
John von Neumann -
neuraal netwerk -
newsreader -
NFS -
nieuwsgroep -
NIS -
Northbridge -
notebook -
Novell

## O
objectoriëntatie -
ODBC -
OGG -
OpenOffice.org -
Opensourcesoftware -
Opera -
operating system -
Oracle Open Office -
Oracle -
overklokken

## P
Packard Bell - 
PaintShop Pro -
Paradox -
parallel programmeren
partitie -
Pascal -
PCI -
pda -
pdf -
peer-to-peer -
Pentium -
perl -
Personal computer (pc) -
Personal System/2 -
Photoshop -
PHP - 
Ping - 
Planet Internet -
PNG -
pointer -
POP3 -
PostgreSQL -
PostScript -
PowerPC -
printer -
processor -
protectiefout -
programma -
programmeertaal -
programmeren -
programmeur -
PROM -
proxyserver -
Psi -
Python

## Q
Quake -
Quattro Pro -
Queue -
QWERTY

## R
Random Access Memory -
Eric Raymond -
recursie -
Red Hat -
RFC -
RIMM -
RISC -
RISC OS -
ROM -
router -
RPG -
RPM - 
RSA (cryptografie)

## S
Santa Cruz Operation -
SATA -
scanner -
Scheme -
SCO Group -
scripttaal - 
sed - 
Sequent Computer Systems - 
server -
servlet -
SGML -
shareware -
SIMM - 
Skype - 
S.M.A.R.T. -
sidux -
SMTP -
Sodipodi -
software -
software-ontwikkelaar -
Southbridge -
spam -
spel -
spreadsheet -
spyware -
SQL -
stack -
Richard M. Stallman - 
Steve Jobs - 
stuurprogramma -
subroutine -
Sun Microsystems - 
Supercomputer - 
SUSE Linux -
SVG -
switch

## T
tablet-pc -
Tcl -
TCP -
teksteditor -
tekstverwerker -
terabyte -
Tetris -
TeX -
Thunderbird -
toetsenbord -
topleveldomein -
Linus Torvalds -
Trojaans paard -
TurboBASIC -
Twm

## U
Unicode -
Uniform Resource Locator - 
Universal serial bus (USB) - 
Unix -
URL -
USB -
Usenet -
UTF-8 -
UUCP

## V
vapourware -
VBScript -
veelvouden van bytes -
videokaart -
Vim -
virus - 
Vlog - 
VMS -
vrije software

## W
wachtrij -
Larry Wall -
webbrowser -
weblog -
webpagina -
webserver -
website -
werkgeheugen -
WIMP -
Wifi -
WiMAX -
Windows -
Windows Media Audio -
Windows Live Hotmail -
Windows XP -
World Wide Web -
World Wide Web Consortium -
worm -
Word -
WordPerfect -
WordStar -
world wide web (www) -
wysiwyg

## X
X Window System -
XHTML -
Ximian -
Xinuos -
XORP -
XS4ALL -
XML -
XSL -
XSLT

## Z
ZEBRA -
ZIP -
zoekmachine - 
Zoom - 
ZX Spectrum

## 0-9
3D XPoint